# Koloman Boďa
Koloman Boďa (4. dubna 1927 Horná Strehová – 11. listopadu 2005 Bratislava) byl slovenský veterinář a vysokoškolský učitel, československý politik Komunistické strany Slovenska, poslanec Slovenské národní rady a pověřenec zemědělství v 60. letech a ministr zemědělství a výživy federální vlády ČSSR a poslanec Sněmovny národů Federálního shromáždění na počátku normalizace.

## Biografie
Vyučoval na Veterinární vysoké škole v Košicích (vědeckou aspiranturu získal v Sovětském svazu). V letech 1951–1952 byl tajemníkem školy, od roku 1958 do roku 1959 proděkanem pro pedagogiku, v letech 1959–1963 prorektorem. Od roku 1966 byl členem-korespondentem Československé akademie věd a Slovenské akademie věd a od roku 1980 členem Slovenské akademie věd. Od roku 1970 působil coby ředitel Ústavu fyziologie hospodářských zvířat SAV. Pamětníci ho oceňují jako profesionála, který v dobách normalizace poskytoval profesní zázemí i lidem pronásledovaným režimem.
Brzy po únoru 1948 se začal angažovat i politicky, zpočátku jako mládežnický funkcionář. V letech 1958–1971 se uvádí jako účastník zasedání Ústředního výboru Komunistické strany Slovenska. V letech 1966–1971 člen ÚV KSS. Zastával posty i v celostátních orgánech komunistické strany. XII. sjezd KSČ ho zvolil za kandidáta Ústředního výboru Komunistické strany Československa. XIII. sjezd KSČ ho zvolil členem ÚV KSČ.
V roce 1964 se stal poslancem Slovenské národní rady a pověřencem zemědělství. Po federalizaci Československa usedl v lednu 1969 do Sněmovny národů Federálního shromáždění. V parlamentu setrval do konce funkčního období Federálního shromáždění, tedy do voleb v roce 1971. Zastával rovněž vládní posty. V druhé vládě Oldřicha Černíka a třetí vládě Oldřicha Černíka zastával post ministra zemědělství (oficiálně Ministr – předseda Výboru pro zemědělství a výživu)
Státní bezpečnost ho evidovala jako důvěrníka s krycím jménem KURA.